# Xã Irishtown, Quận Clinton, Illinois
Xã Irishtown (tiếng Anh: Irishtown Township) là một xã thuộc quận Clinton, tiểu bang Illinois, Hoa Kỳ. Năm 2010, dân số của xã này là 1.167 người.